# Conqueror (Panzer)
Der Conqueror (FV214) war ein schwerer britischer Kampfpanzer aus der Zeit des Kalten Krieges.

## Beschreibung
Der erste Prototyp wurde 1948 vorgestellt. Als Gegenstück zum sowjetischen schweren Panzer IS-3 entwickelt, wurde der Conqueror mit einer US-amerikanischen 120-mm-Kanone ausgestattet. Ladung und Projektil der Munition mussten aufgrund der räumlichen Enge im Turm getrennt geladen werden.
Insgesamt wurden 200 Conqueror an die britische Armee ausgeliefert. Sie standen von 1955 bis 1966 im Dienst bei der Britischen Rheinarmee in Westdeutschland. Jedes Regiment besaß maximal neun Conqueror zur Unterstützung der Centurion-Panzer.

## Schwächen
Schnell zeigten sich die Schwächen des Conqueror, die vor allem auf die starke Panzerung, die an der Frontpartie 178 mm dick war,
und auf das daraus resultierende Übergewicht zurückzuführen waren. Zu diesem Problem trug auch der große Geschützturm bei, dessen Größe jedoch nötig war, um die 120-mm-Kanone zu tragen. Durch sein hohes Gewicht von über 60 Tonnen war der Conqueror sehr langsam. Da zudem viele deutsche Flussbrücken diese Last nicht tragen konnten, war sein Einsatzradius stark eingeschränkt. Außer der Feuerkraft besaß er gegenüber dem Centurion keinerlei Vorteile, sodass die letzten Conqueror bereits 1966 ausgemustert wurden.